# ムスターファ (民謡)
- ムスタファ
- ムスターファ

ムスターファ（Ya Mustapha）は、中東の民謡。日本では1960年に坂本九ボーカル時代のダニー飯田とパラダイス・キングが『悲しき六十才』（訳詞：青島幸男）の邦題でヒットさせた。
作曲者としてアザム・バークレイと表記される場合もあるが、これは1960年代にエジプトの音楽家ボブ・アザムとバークレー・レコード創設者エディ・バークレイによる編曲盤がヒットしたことに由来する誤記である。
発祥地域は諸説あるがアラビア説が有力。ムハンマド・ファウジが作曲したとする説もある。アラビア語で普及していた歌詞はムスタファという若い男が恋を実らせようと躍起になった結果、60歳になってしまったというオチのある内容である。最古の録音は1950年代の映画。1950年代後半に作られたトルコ系ユダヤ人歌手のダリオ・モレノ版はフランス語・イタリア語・アラビア語により構成されており、オチのない一途な恋慕の歌に改変された。1960年にボブ・アザムがモレノ版をカバーしてフランスでヒットしたことで、世界各国に波及した。日本語カバーはアラビア語版同様にムスタファの失恋が物語形式で描かれている。

## カバー
- ダリオ・モレノ（英語版）
- ボブ・アザム - 1960年。
- ロス・エスパニョレス - 1960年。邦題は『ムスターファ』
- ケマル・ラシッドとオトマンズ - 1960年。邦題は『ムスターファ』
- Staiffi Et Ses Mustafa's - 1960年。
- ダニー飯田とパラダイス・キング - 1960年。訳詞：青島幸男、ヴォーカル：坂本九。邦題は『悲しき六十才』。編曲はロス・エスパニョレス版が元になっている。
- レザルメット（Les Allumettes） - 1977年。フランスの女性3人組によるディスコ調カバー。邦題は『帰って来たムスタ－ファ』
- ディック・リー - 1989年。アルバム『The Mad Chinaman』収録。
- くものすカルテット - 2003年。アルバム『おてあげ』収録。訳詞：坪川拓史。邦題は『ムスタファ』
- チャラン・ポ・ランタンと愉快なカンカンバルカン - 2010年。アルバム『ただ、それだけ。』収録。くものすカルテット版のカバー。
- チャラン・ポ・ランタン - 2014年。アルバム『テアトル・テアトル』収録。上記カバーの再録。

## 引用作品
- 味楽る!ミミカ ナンバーワン - 2008年。作詞：Goma、作曲：小杉保夫、歌：おみむらまゆこ。NHK教育『味楽る!ミミカ』主題歌。